# Landtagswahlkreis Rhein-Erft-Kreis III
Der Landtagswahlkreis Rhein-Erft-Kreis III ist ein Landtagswahlkreis im Rhein-Erft-Kreis in Nordrhein-Westfalen. Er umfasst die Städte Brühl, Erftstadt und Wesseling sowie von der Stadt Kerpen die Stadtbezirke Kerpen, Balkhausen und Brüggen/Türnich.

## Geschichte
Zur Landtagswahl 1980 wurden die Wahlkreise in Nordrhein-Westfalen neu eingeteilt. So entstand der Landtagswahlkreis 11 Erftkreis III - Euskirchen I, welcher aus dem damaligen Erftkreis die Gemeinden Brühl, Erftstadt und Wesseling sowie aus dem Kreis Euskirchen die Gemeinden Weilerswist und Zülpich umfasste. Alle anderen Gemeinden im Kreis Euskirchen bildeten den Wahlkreis Euskirchen II, beide Wahlkreise zusammen entsprachen dem noch heute in dieser Form existenten Bundestagswahlkreis Euskirchen – Erftkreis II.
1990 gab es eine erste Änderung, wobei der Wahlkreis Erftkreis III - Euskirchen I Teile von Zülpich an Euskirchen II verlor. 2000 wurden die Wahlkreise im Erftkreis und im Kreis Euskirchen nochmal komplett neu eingeteilt, Brühl, Erftstadt und Wesseling bildeten nunmehr den Wahlkreis 14 Erftkreis IV. Weilerswist und Zülpich gehörten seitdem zum Landtagswahlkreis Euskirchen I.
Die Neueinteilung der Wahlkreise zur Landtagswahl 2005 hatte auf diesen Wahlkreis keinen Einfluss, nur dass sich der Wahlkreis seitdem Rhein-Erft-Kreis III nennt. Zur Landtagswahl 2010 kamen aus dem Wahlkreis Rhein-Erft-Kreis II die Kerpener Stadtteile Balkhausen, Brüggen und Türnich dazu, zur 2022 wechselte auch der Stadtbezirk Kerpen zum Wahlkreis Rhein-Erft-Kreis III.
Von 1980 bis 2000 konnte die SPD den Wahlkreis stets für sich gewinnen, im Jahr 2005 gewann erstmals die CDU, die ihn auch 2010, 2017 und 2022 für sich entscheiden konnte. Dazwischen gelang es Dagmar Andres 2012 den Wahlkreis vorübergehend für die SPD zurückzugewinnen.

## Landtagswahl 2022
Wahlberechtigt waren 112.827 Einwohner.
|                       | Partei               | Erststimmen | Erststimmen | Zweitstimmen | Zweitstimmen |
| Anzahl                | Partei               | %           | Anzahl      | %            |              |
| --------------------- | -------------------- | ----------- | ----------- | ------------ | ------------ |
| Wahlberechtigte       | Wahlberechtigte      | 112 827     | 100         | 112 827      | 100          |
| Wähler                | Wähler               | 64 458      | 57,1        | 64 458       | 57,1         |
| Ungültige Stimmen     | Ungültige Stimmen    | 643         | 1           | 498          | 0,8          |
| Gültige Stimmen       | Gültige Stimmen      | 63 815      | 100         | 63 960       | 100          |
| davon                 |                      |             |             |              |              |
| Gregor Golland        | CDU                  | 23 645      | 37,1        | 23 603       | 36,9         |
| Halil Odabasi         | SPD                  | 16 260      | 25,5        | 15 968       | 25           |
| Gabriele Molitor      | FDP                  | 4 309       | 6,8         | 3 941        | 6,2          |
| Norbert Raatz         | AfD                  | 3 394       | 5,3         | 3 463        | 5,4          |
| Simone Spicale        | GRÜNE                | 12 274      | 19,2        | 11 910       | 18,6         |
| Simon Papel           | DIE LINKE            | 1 217       | 1,9         | 1 171        | 1,8          |
| Ioannis Milios        | PIRATEN              | 622         | 1           | 287          | 0,4          |
|                       | Die PARTEI           | –           | –           | 417          | 0,7          |
| David Held            | FREIE WÄHLER         | 1 269       | 2           | 729          | 1,1          |
|                       | BIG                  | –           | –           | 30           | 0            |
|                       | ÖDP                  | –           | –           | 72           | 0,1          |
|                       | Volksabstimmung      | –           | –           | 44           | 0,1          |
|                       | MLPD                 | –           | –           | 11           | 0            |
|                       | DIE VIOLETTEN        | –           | –           | 27           | 0            |
|                       | Gesundheitsforschung | –           | –           | 56           | 0,1          |
|                       | ZENTRUM              | –           | –           | 25           | 0            |
|                       | DKP                  | –           | –           | 18           | 0            |
| Robert Jungnischke    | dieBasis             | 561         | 0,9         | 549          | 0,9          |
|                       | DSP                  | –           | –           | 42           | 0,1          |
|                       | Die Urbane.          | –           | –           | 33           | 0,1          |
|                       | LIEBE                | –           | –           | 90           | 0,1          |
|                       | FAMILIE              | –           | –           | 126          | 0,2          |
|                       | neo                  | –           | –           | 11           | 0            |
|                       | Die Humanisten       | –           | –           | 73           | 0,1          |
|                       | PdF                  | –           | –           | 50           | 0,1          |
|                       | LfK                  | –           | –           | 46           | 0,1          |
|                       | Tierschutzpartei     | –           | –           | 645          | 1            |
| Thomas Bauer-Jazayeri | Team Todenhöfer      | 264         | 0,4         | 191          | 0,3          |
|                       | Volt                 | –           | –           | 332          | 0,5          |

## Landtagswahl 2017
| Direktkandidat             | Partei   | Erststimmen in % | Zweitstimmen in % |
| -------------------------- | -------- | ---------------- | ----------------- |
| Dagmar Andres              | SPD      | 35,0             | 30,4              |
| Gregor Golland             | CDU      | 37,1             | 33,4              |
| Johannes Bortlisz-Dickhoff | GRÜNE    | 5,0              | 6,2               |
| Ralph Bombis               | FDP      | 9,4              | 13,6              |
| Harry Hupp                 | PIRATEN  | 1,5              | 0,8               |
| Ulrich Recht               | LINKE    | 3,7              | 4,2               |
| Reinhold Graf              | AfD      | 3,7              | 7,9               |
| -                          | Sonstige | 1,4              | 3,5               |

Wahlberechtigt waren 104.139 Einwohner. Wie bereits 2010 wurde der Christdemokrat Gregor Golland direkt in den Landtag gewählt. Der FDP-Direktkandidat Ralph Bombis gelangte – wie schon 2012 – über die Landesliste seiner Partei in den Landtag. Die bisherige Wahlkreisabgeordnete Dagmar Andres schied aus dem Landtag aus, da ihr Landeslistenplatz 75 nicht zum Einzug in den Landtag ausreichte.

## Landtagswahl 2012
| Direktkandidat             | Partei   | Erststimmen in % | Zweitstimmen in % |
| -------------------------- | -------- | ---------------- | ----------------- |
| Gregor Golland             | CDU      | 32,8             | 25,4              |
| Dagmar Andres              | SPD      | 43,5             | 38,6              |
| Johannes Bortlisz-Dickhoff | GRÜNE    | 8,4              | 11,7              |
| Ralph Bombis               | FDP      | 5,3              | 10,0              |
| Jonas Bens                 | LINKE    | 2,3              | 2,2               |
| Wolfgang Gerstenhöfer      | PIRATEN  | 7,7              | 7,5               |
| -                          | Sonstige | -                | 4,5               |

Wahlberechtigt waren 104.396 Einwohner.

## Landtagswahl 2010
| Direktkandidat             | Partei   | Erststimmen in % | Zweitstimmen in % |
| -------------------------- | -------- | ---------------- | ----------------- |
| Gregor Golland             | CDU      | 40,2             | 35,7              |
| Helge Herrwegen            | SPD      | 37,2             | 33,2              |
| Johannes Bortlisz-Dickhoff | GRÜNE    | 9,9              | 12,0              |
| Ralph Bombis               | FDP      | 5,3              | 7,4               |
| Sascha Jügel               | LINKE    | 5,1              | 5,2               |
| Jürgen Hintz               | Pro NRW  | 2,1              | 2,0               |
| Halis Özdogan              | BIG      | 0,2              | 0,2               |
| -                          | Sonstige | -                | 4,0               |

Wahlberechtigt waren 104.284 Einwohner.

## Landtagswahl 2005
| Direktkandidat | Partei     | Stimmen in % |
| -------------- | ---------- | ------------ |
| Michael Breuer | CDU        | 45,6         |
| Edgar Moron    | SPD        | 36,9         |
| Ralph Bombis   | FDP        | 7,0          |
| Elmar Gillet   | GRÜNE      | 5,8          |
| Hardy Kasperek | WASG       | 1,7          |
| Till Juchem    | Die PARTEI | 1,3          |
| Heinz Schirmer | NPD        | 1,0          |
| Tibor Herzog   | PDS        | 0,9          |
| Miriam Baum    | REP        | 0,6          |

Damit wurde Michael Breuer gewählt, Edgar Moron zog per Liste in den Landtag ein. Wahlberechtigt waren 95.719 Einwohner.

## Landtagswahl 2000

### Erftkreis IV
| Direktkandidat             | Partei     | Stimmen in % |
| -------------------------- | ---------- | ------------ |
| Edgar Moron                | SPD        | 43,3         |
| Michael Breuer             | CDU        | 38,0         |
| Harald Dudzus              | FDP        | 10,8         |
| Johannes Bortilsz-Dickhoff | GRÜNE      | 6,1          |
| Regina Wildies             | PDS        | 0,9          |
| Angelika von Dewitz        | DIE FRAUEN | 0,8          |

Wahlberechtigt waren 93.627 Einwohner.

### Erftkreis III
Bei der Landtagswahl 2000 existierte bereits ein Wahlkreis mit dem Namen Erftkreis III und der Nummer 13, welcher die Gemeinden Frechen und Hürth umfasste. Wahlberechtigt waren damals 73.794 Einwohner.
| Direktkandidat          | Partei | Stimmen in % |
| ----------------------- | ------ | ------------ |
| Hardy Leonhard Fuß      | SPD    | 46,1         |
| Wilhelm "Willi" Zylajew | CDU    | 37,4         |
| Michaela Gawel          | FDP    | 9,3          |
| Horst Lambertz          | GRÜNE  | 6,1          |
| Jörg Detjen             | PDS    | 1,2          |

Damit wurde Hardy Leonhard Fuß direkt in den Landtag gewählt. Frechen und Hürth gehören seit 2005 zum Landtagswahlkreis Rhein-Erft-Kreis II. Wahlberechtigt waren 73.794 Einwohner.